# Massachusetts Avenue

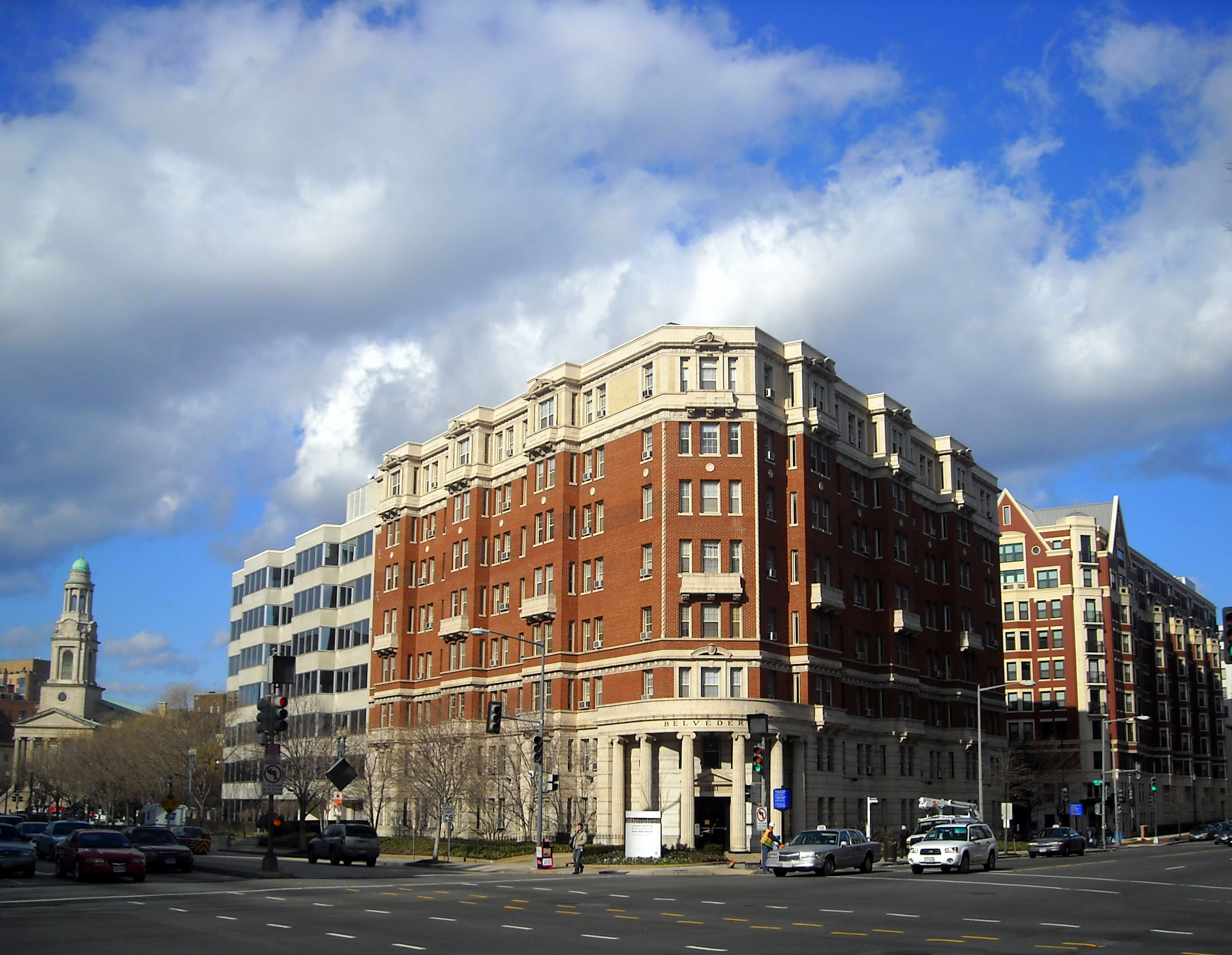
Massachusetts Avenue bij de Thomas Circle

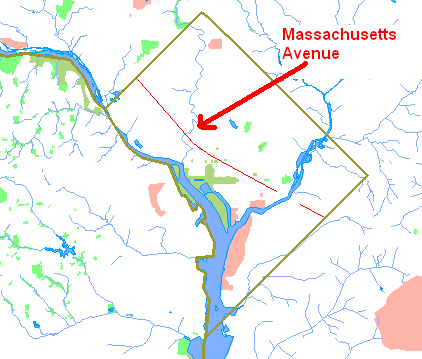
Kaart van de route van Massachusetts Avenue

Massachusetts Avenue is een van de diagonale hoofdstraten in de Amerikaanse hoofdstad Washington. Het Massachusetts Avenue Historic District is een historische wijk die een deel ervan omvat.
Massachusetts Avenue is de langste doorgaande weg in de hoofdstad. De straat snijdt elke belangrijke noord-zuidlopende straat en loopt langs talrijke bezienswaardigheden van Washington. De straat werd lange tijd beschouwd als de noordelijke grens van de binnenstad en is tegenwoordig vooral bekend door de vele ambassades die langs de straat staan. Het deel van de straat met veel ambassades heeft de bijnaam Embassy Row.
Massachusetts Avenue loopt parallel aan Pennsylvania Avenue. Beide straten behoren, met hun breedte van 50 meter, tot de breedste avenues van Washington. Massachusetts Avenue was lang de belangrijkste woonstraat, terwijl Pennsylvania Avenue het centrum van het zakendistrict vormde.

## Geschiedenis
In de jaren 1870 werden vele woonwijken gebouwd langs Massachusetts Avenue, vooral in de buurt van de Circles (rotondes). De huizen werden in statige historiserende bouwstijlen gebouwd, zoals de Queen Annestijl en georgiaanse stijl. Later verschenen er luxe herenhuizen in beaux-artsstijl, bewoond door de rijkste en invloedrijkste inwoners van Washington. Het gedeelte tussen Sheridan Circle en Scott Circle stond bekend als Millionaires' Row.
De Grote Depressie dwong vele bewoners van Millionaires' Row om hun huizen te verkopen. Na de Tweede Wereldoorlog werd Massachusetts Avenue gezien als minder modieus dan de nieuwere wijken. Zodoende werden veel woningen verkocht en gesloopt om plaats te maken voor kantoorgebouwen, met name rond Dupont Circle en in het oosten. Veel woonhuizen bleven echter bewaard en worden nu gebruikt door ambassades. De voormalige Millionaires' Row staat tegenwoordig bekend als Embassy Row.

## Route
Massachusetts Avenue begint bij 19th Street SE, net ten westen van de rivier de Anacostia. De straat loopt in noordwestelijke richting naar Lincoln Park. Daarna loopt de straat naar Columbus Circle, bij het Union Station.
Massachusetts Avenue loopt hierna langs een aantal rotondes en pleinen, waar hij andere Avenues kruist. Bij Mount Vernon Square is de kruising met New York Avenue, bij Thomas Circle de kruising met Vermont Avenue, bij Scott Circle (het begin van Embassy Row) de kruising met Rhode Island Avenue en bij Dupont Circle de kruising met Connecticut Avenue. De straat maakt bij de Sheridan Circle, in de buurt van de Rock Creek, een knik en steekt daarna dit riviertje over. Bij de kruising met Wisconsin Avenue staat de Washington National Cathedral, een van de grootste kerken ter wereld. Bij Ward Circle is de kruising met Nebraska Avenue, hierna loopt Massachusetts Avenue langs Westmoreland Circle voorbij de stadsgrens nabij Bethesda.

## Foto's

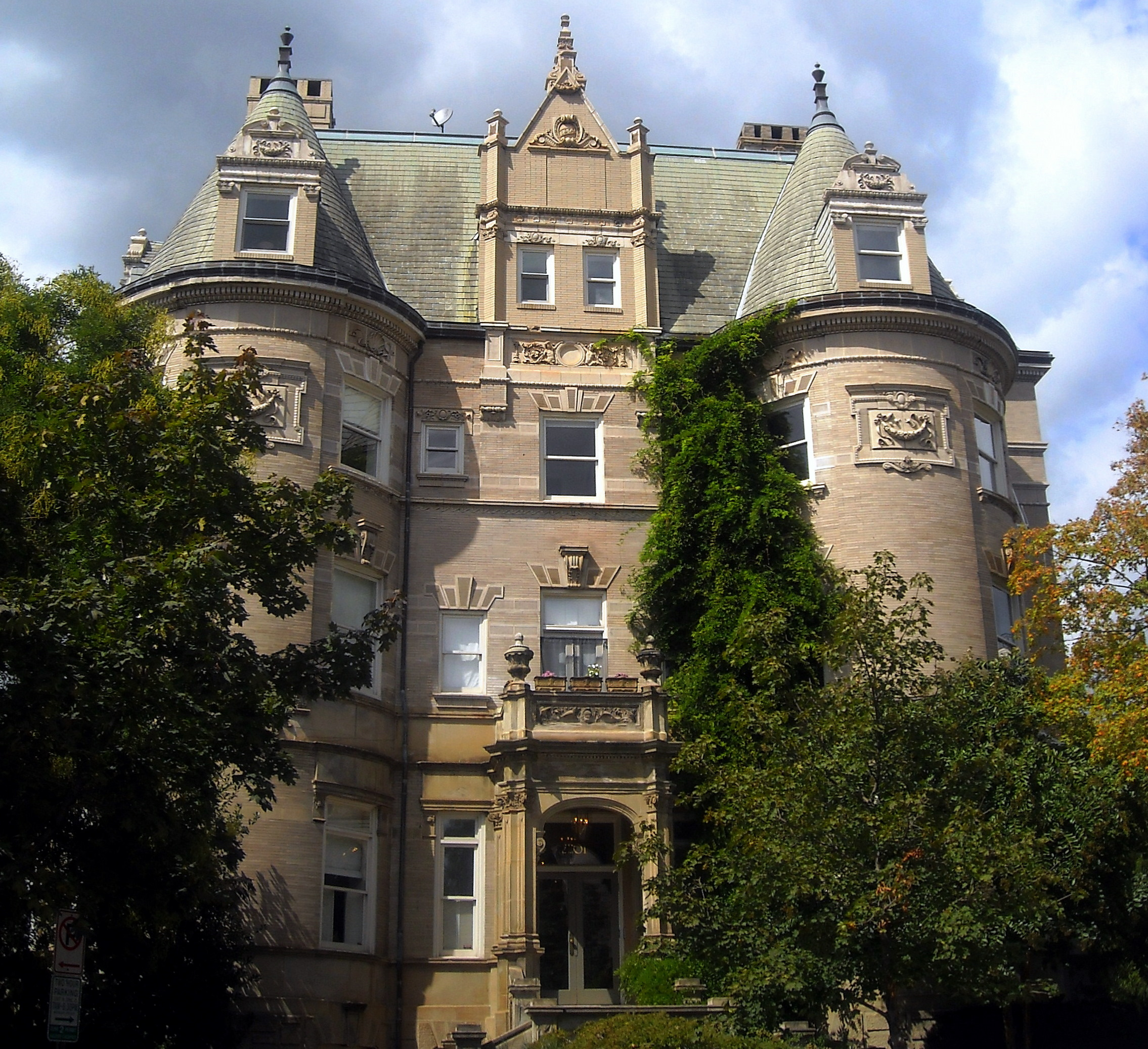
Het monumentale Miller House
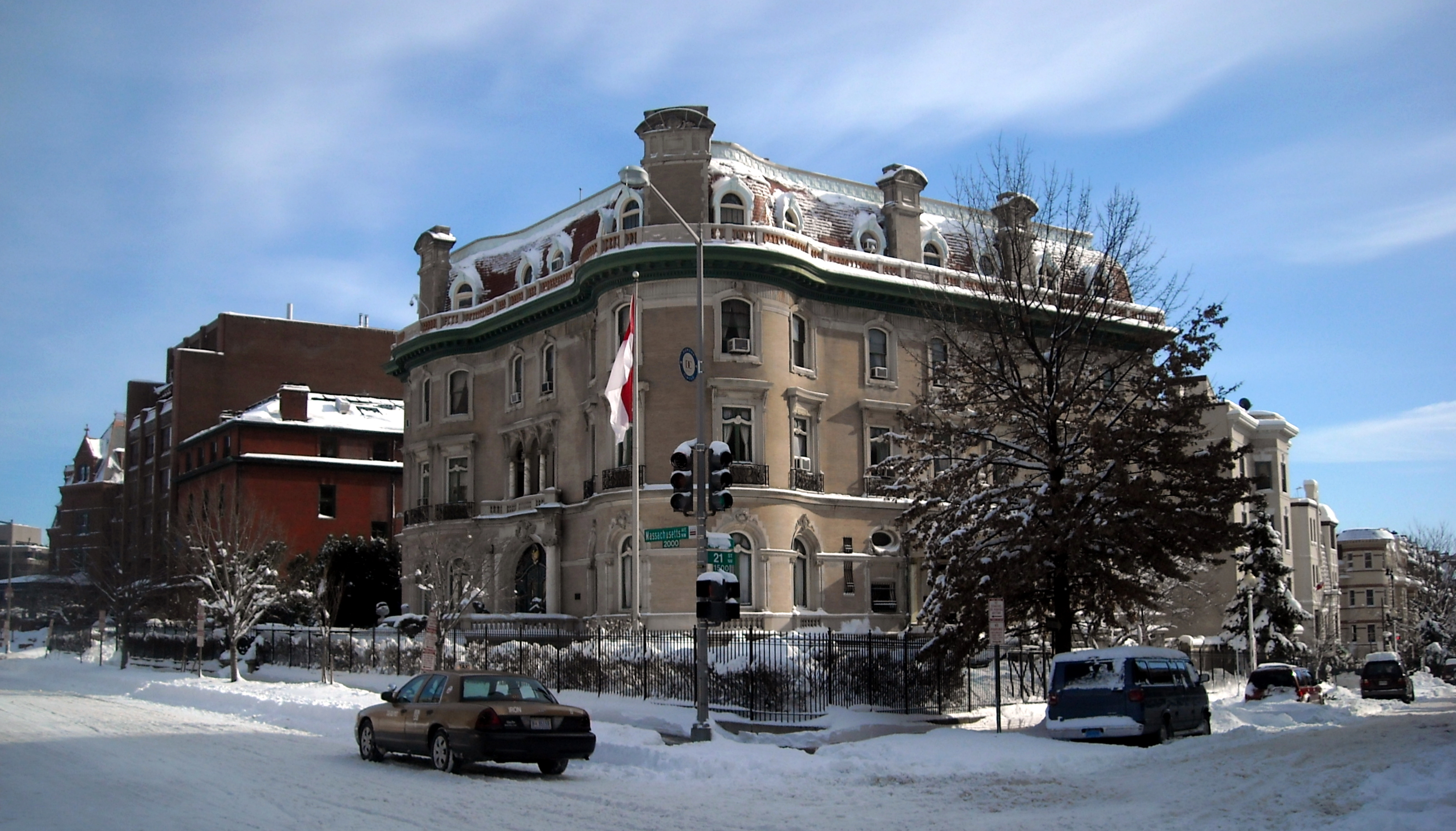
Ambassade van Indonesië
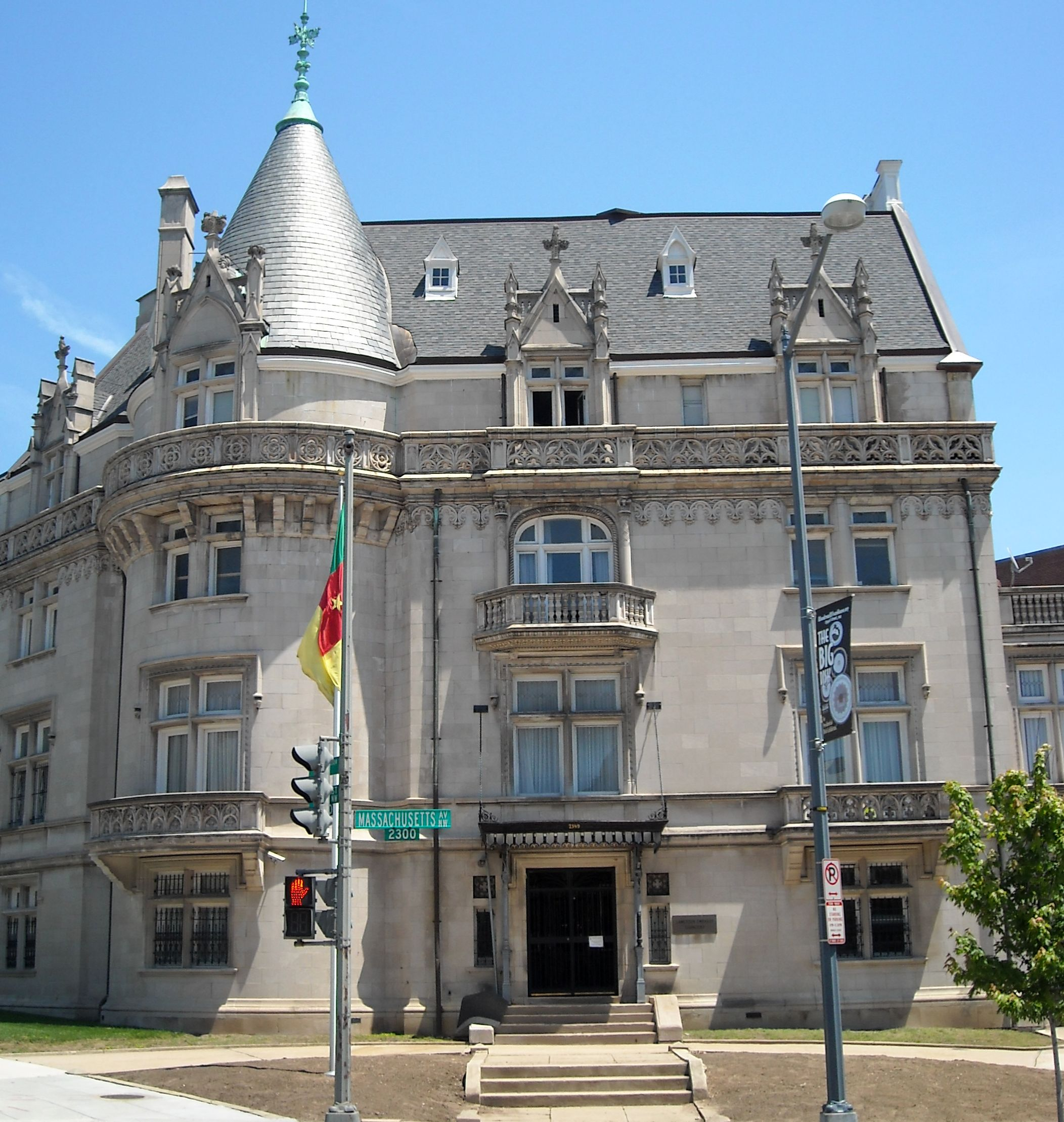
Ambassade van Kameroen
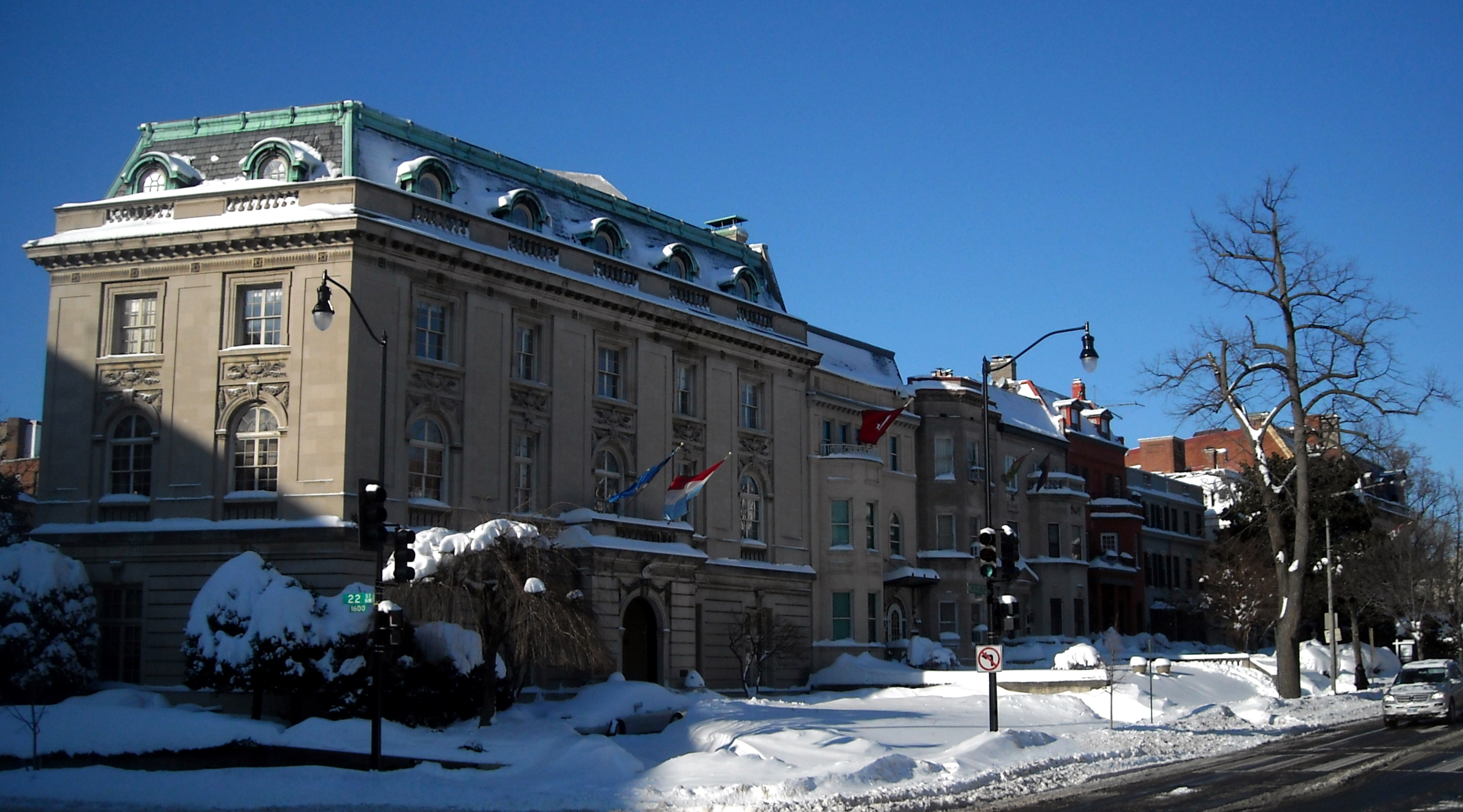
Ambassade van Luxemburg